# MEPIS
MEPIS（メピス）は、DebianをベースとしたLinuxディストリビューションの一つである。

## 概要
グラフィカルなデスクトップは、Trolltech社の技術を利用して KDEの開発者が創り上げたものである。MEPISに含まれているコンポーネントは、Warren Woodfordが開発し、MEPISの開発チームが検証したものである。
CD1枚のSimplyMEPISと数枚から構成されるMEPIS Proという2種類のディストリビューションがリリースされている。 SimplyMEPISはKNOPPIXと同様にCD からブートさせて利用することもできる。
PentiumクラスのCPUに最適化されるように設計されており、ハードウェアの自動認識能力が高いという特徴を有している。ハードディスクへインストールする場合は、簡単に扱えるよう用意された独自のグラフィカルなインストーラーを使用する。

## 派生版

Debian 系統樹

MEPISの派生品一覧に掲載。
| 配布版   | 説明                                                                                 |
| -------- | ------------------------------------------------------------------------------------ |
| antiX    | Debian安定版から派生した軽量なライブCDかつインストール可能なディストリビューション。 |
| MX Linux | 中量級。KNOPPIXのようにライブCDとしても利用可能。                                    |